# Kaposi Márton
Kaposi Márton (1960-ig Kosjár; Mezőberény, 1936. május 22. –) magyar filozófus, esztéta, az ELTE Ókori és Középkori Filozófia Tanszékének nyugalmazott habilitált egyetemi docense. Akadémiai nagydoktoriját már nyugdíjas korában, 2009. június 10-én védte meg.

## Kutatási területe
Filozófiatörténet, főleg a reneszánsz kor és 19-20. század és az esztétika, ezen belül esztétikatörténet és esztétikai minőségkategóriák, s ezek szépirodalmi összefüggései.

## Életpályája
A békéscsabai Rózsa Ferenc Gimnázium orosz tagozatán érettségizett 1955-ben. Felsőfokú tanulmányokat a szegedi egyetemen folytatott, magyar-olasz szakos középiskolai tanári diplomáját 1960-ban kapta kézhez. Az Olasz Tanszéken Koltay-Kastner Jenő professzor legkiválóbb tanítványa volt. 
1960-ban meghívták oktatónak a szegedi egyetem Filozófia Tanszékére. 1960–1963 közt az ELTE Filozófiai Tanszékén elvégezte a filozófia szakot. Egyetemi kisdoktoriját 1960-ban védte meg, ennek témája: Machiavellizmus és Machiavelli a Zrínyi előtti magyar irodalomban. 1978-ban a filozófia tudomány kandidátusa lett Benedetto Croce esztétikája című disszertációjával. 1981-ben docensi kinevezést kapott. 
1960-1977 közt Szegeden oktatott, 1977 után már csak fél állásban, 1977-ben főállást az ELTE BTK Metafizika Tanszékén kapott, 1995-től az ELTE Ókori és Filozófiai Tanszékének docense, 2000-ben habilitált. A Károli Gáspár Református Egyetemen is oktatott filozófiatörténetet, esztétikát, világirodalmat. Munkálkodott a Szegedi Tudományegyetem Irodalomtudományi Doktoriskolájában és az ELTE Filozófiai Doktoriskolájában. Nyugalomba vonulása (2003) után is tartott még órákat és aktív kutatói tevékenységet folytatott. 
Tudományos közleményeit magyar, olasz és német nyelven publikálta vezető tudományos folyóiratokban. Mind az oktatás, mind a kutatás területén eredményes munkát végzett.

## Kötetei (válogatás)
- A fenséges helye és szerepe a vallásos művészetben; Egyetem, Szeged, 1963
- Benedetto Croce: A szellem filozófiája. Válogatott írások. (Vál., bev., jegyz., bibl. Kaposi) Budapest, 1987, 659 o.
- Intuicíó és költészet. Benedetto Croce esztétikája. Budapest, 1994. 332 o.
- Filozófusok és filológusok. Válogatott tanulmányok; Veszprémi Humán Tudományokért Alapítvány, Veszprém, 1999
- A rejtőzködő egyén arca és álarcai; Eötvös József, Bp., 2004
- Kaposi Márton akadémiai nagydoktorijának (Machiavelli Magyarországon. A merész kortárs és a reneszánsz klasszikus fogadtatása 1541–1921) tézisei, 2007
- Magyarok és olaszok az európai kultúrában. Budapest; Hungarovox, 2007, 305 o.[4]
- Hagyomány és modernség Benedetto Croce eszmevilágában. Tanulmányok; Eötvös József, Bp., 2012
- Machiavelli Magyarországon; Argumentum, Bp., 2015, 720 o. ISBN 9789634466871 [5]
- Benedetto Croce intuíciófelfogása és magyar értelmezői; JATEPress, Szeged, 2017
- Rendhagyó és félreértett klasszikusok nyomában. Tanulmányok; Hungarovox, Bp., 2019

## Szakcikkei (válogatás)
- Kazinczy elfelejtett Zrinyi-értékelése. Irodalomtörténeti Közlemények, 1959
- Arany János „A hamis tanú” című balladájának kérdéséhez. Irodalomtörténet, 1962
- A fenséges helye és szerepe a vallásos művészetben. Acta Universitatis de József Attila nominatae. Sectio philosophica, 1963
- Le prime tracce dell'influenza di Machiavelli nella letteratura ungherese. Italia ed Ungheria. Dieci secoli di rapporti letterari. Budapest, 1967
- Az intuició fogalma Croce esztétikájában. Magyar Filozófiai Szemle, 1980
- The moderate activism of Croce's philosophy. Annales Univ. Budapest. Philosophica et Sociologica, 1980
- A kettős visszatükrözés Lukács esztétikájában. Doxa, 1986
- Die Kategorie des Angenehmen in der Aesthetik von Georg Lukács. Annales Univ. Budapest. Philosophica et Sociologica, 1987[6]
- Az elméleti komplementarizmus és a módszertani pluralizmus értelme Benedetto Croce filozófiájában. Italianistica Debreceniensis. 2. 1995. 181-198.
- Lukács György és Fülep Lajos Dante-értelmezései. Magyar filozófiai szemle. 40. 1996, 4-6. 303-323.
- Machiavelli fogadtatása Magyarországon a felvilágosodás időszakában. Italianistica Debreceniensis. 3. 1996, 86-103.
- Az absztrakt Hegel konkrét folytatása kései olasz követőinél. Gond. 11. 1996, 188-197.
- Hagyomány és modernség Benedetto Croce gondolatvilágában. Világosság. 38. 1997, 12. 53-59.
- Elementi moderni e postmoderni nel pensiero di Benedetto Croce. Italianistica Debreceniensis. 4. 1997, 181-186.
- Miért meztelenek az álarcok? A romantika, a realizmus és az avantgárd a rejtőzködő személyiségről. = Italianistica Debreceniensis. 6. 1999, 147-171.
- Az olasz liberálisok Európa szellemi egységéről. Acta Romanica. 19. 1999, 263-276.
- Un dantista ungherese: Lajos Fülep. Verbum. 3. 2001. 1. 179-186.[7]
- Machiavelli életművének egysége és a machiavellizmusok sokfélesége, Magyar Tudomány, 2007/10. sz. Archiválva 2016. március 5-i dátummal a Wayback Machine-ben

## Tudományos tisztségei
- A Filozófiai Figyelő szerkesztőségi tagja (1981–1993)
- Az MTA Filozófiai Szakbizottságának tagja (1985–1989)
- A szegedi Tiszatáj c. folyóirat főszerkesztője (1987–1988)

## Társasági tagság
- Magyar Filozófiai Társaság (alapító tag)
- Magyar Patrisztikai Társaság (alapító tag)
- Magyar Dantisztikai Társulat (alapító tag)

## Díjak, elismerések
- A Felsőoktatás Kiváló Dolgozója (1974)
- Pedagógus Szolgálati Emlékérem (2003)
- Gyulai Pál-díj (2006)[8]